# 1286年
| 千纪： | 2千纪 |
| 世纪： | 12世纪 \| 13世纪 \| 14世纪                                                                                 |
| 年代： | 1250年代 \| 1260年代 \| 1270年代 \| 1280年代 \| 1290年代 \| 1300年代 \| 1310年代                           |
| 年份： | 1281年 \| 1282年 \| 1283年 \| 1284年 \| 1285年 \| 1286年 \| 1287年 \| 1288年 \| 1289年 \| 1290年 \| 1291年 |
| 纪年： | 丙戌年（狗年）；元至元二十三年；越南重興二年；日本弘安九年                                                 |

## 大事记
- 元朝在擊败蒲甘王朝後在缅甸置緬中行省。
- 海都等同東部乃顏聯絡，乘忽必烈率領元軍主力東去平叛的機會，一度發兵佔領和林，但不久即退出。
- 匈牙利王國擊退金帳汗國軍隊。

## 逝世
- 1月5日，大元大蒙古國的皇太子真金去世。
- 9月22日，無學祖元，南宋臨濟宗僧侶，後東渡日本，為日本無學派（佛光派）的始祖。